# 宮城県道149号鹿島台停車場線
宮城県道149号鹿島台停車場線（みやぎけんどう149ごう かしまだいていしゃじょうせん）は、宮城県大崎市のJR東北本線 鹿島台駅と国道346号とを結ぶ一般県道である。

## 路線概要
- 実延長：83.5 m
- 起点：鹿島台駅
- 終点：宮城県大崎市鹿島台平渡

## 通過する自治体
- 宮城県
  - 大崎市

## 接続する道路
- 国道346号